# Prionapteryx phaeomesa
Prionapteryx phaeomesa là một loài bướm đêm trong họ Crambidae.